# Tiro con arco

Competición de tiro con arco en Mönchengladbach, Alemania Occidental, el 27 de enero de 1983.

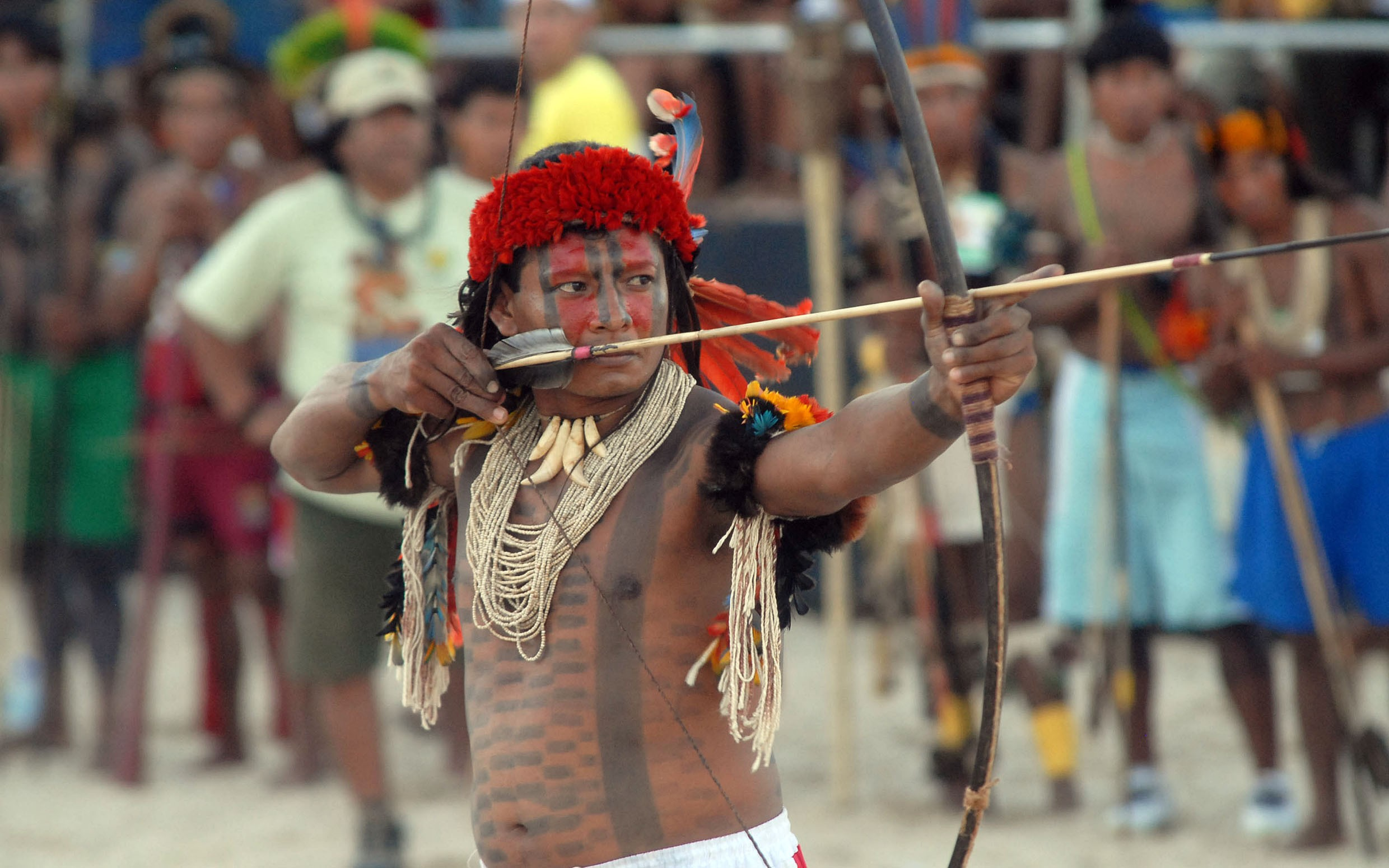
Un nativo rikbaktsá utilizando un arco en los Juegos Mundiales de los Pueblos Indígenas.

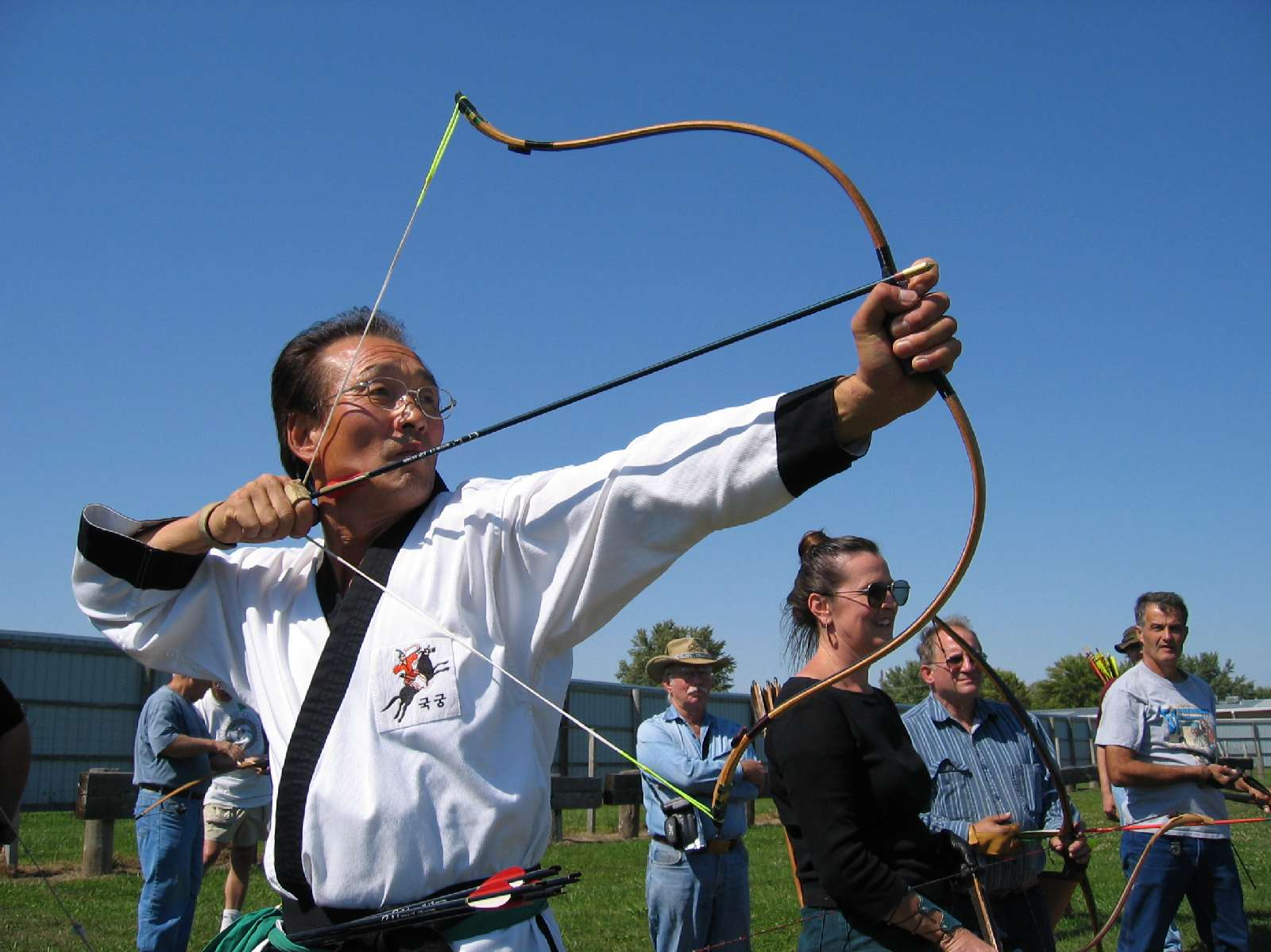
Demostración de tiro tradicional coreano, 2009.

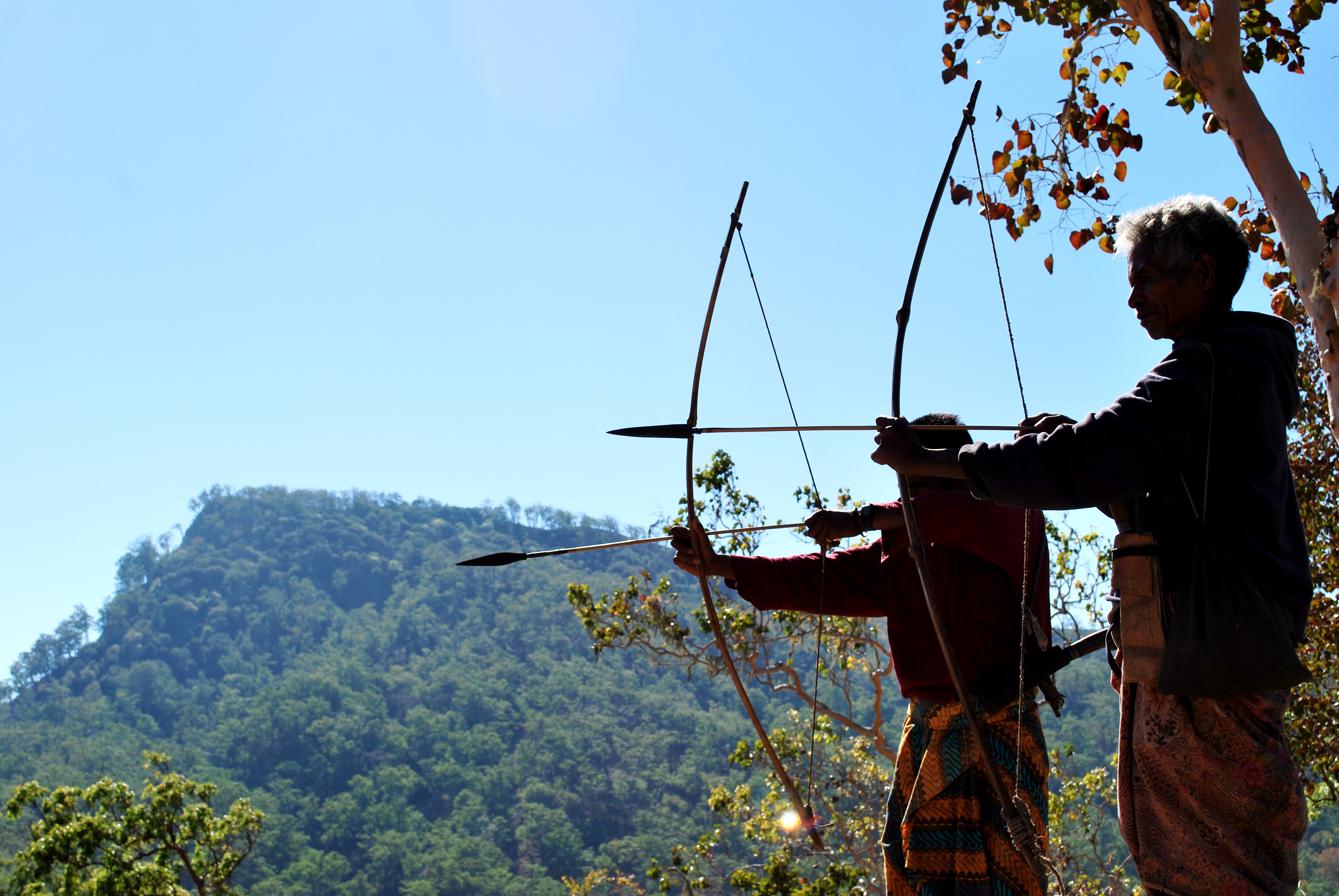
Arquero en Timor Oriental.

El tiro con arco es un deporte olímpico en el cual se utiliza un arco para disparar flechas. Consiste en acertar lo más cerca del centro de la diana para obtener el máximo número de puntos.
El tiro con arco es uno de los deportes con más historia en la era moderna que aún se practican, y está totalmente unido a la evolución de la civilización. El origen proviene del uso de esta arma como instrumento de caza y como instrumento bélico. Con la aparición de las armas de fuego quedó obsoleto como instrumento profesional de uso general. Como deporte, tiene una historia que se comienza  hace miles de años. Como avance cultural, fue comparable al descubrimiento del fuego y a la invención de la rueda.
Hasta el momento existen siete modalidades en el tiro con arco, las cuales son: 
1. Tiro con arco sobre diana al aire libre
2. Tiro con arco en sala
3. Tiro de campo
4. Tiro con arco de larga distancia
5. Carrera arco
6. Esquí arco
7. Recorrido de bosque

## Historia

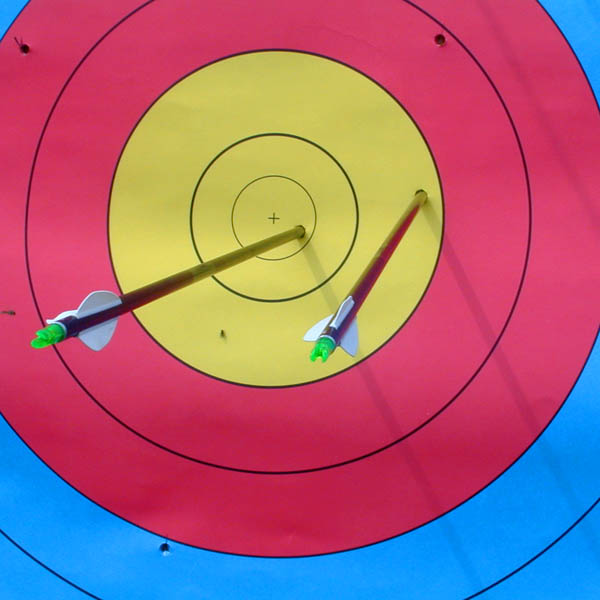
En el tiro con arco olímpico, el objetivo es acertar lo más cerca del centro de la diana para obtener el máximo número de puntos. Las flechas de la imagen muestran un 10 interior la del centro y un 9 la otra.

Es imposible situar los inicios de la arquería en una fecha precisa. Tal fecha, aun de conocerse, solo podría valer para una zona geográfica en concreto. No obstante, se acuerda que la práctica se remonta a la invención de sus dos elementos principales: el arco y la flecha. Las puntas de flecha más antiguas, descubiertas en la cueva de Sibudu en Sudáfrica, datan de hace aproximadamente 64 000 años, aunque estas flechas primitivas podrían no haber sido propulsadas por arcos sino por el átlatl. Por su parte, la primera prueba segura de arcos en Europa, proveniente de pinturas rupestres en las cuevas de Valltorta y Morella en España, data del paleolítico tardío, alrededor de hace 40 000 años. Sin embargo, no se tiene constancia segura de cómo ni cuándo se inventó el arco. La aparición del tiro con arco revolucionó en un principio la caza durante la prehistoria.
Ya en la era antigua, las primeras  civilizaciones le dieron al arco un propósito bélico.
En la civilización clásica, en especial entre los persas, macedonios, nubios, griegos, partos, indios, japoneses, chinos y coreanos, se recurría a un gran número de arqueros en sus ejércitos. Las flechas eran especialmente destructivas contra formaciones cerradas, y el uso de flechas era, muchas veces, decisivo.
Durante la Edad Media, el tiro con arco en la guerra no fue tan decisivo y dominante en Europa Occidental. Los arqueros eran los soldados peor pagados en el ejército o eran reclutados del campesinado. Esto era debido a que el arco y la flecha eran mucho más baratos que el equipo de un hombre de armas con una buena armadura y una espada. Los arqueros profesionales requerían un largo entrenamiento y caros arcos para ser efectivos, así que era bastante raro verlos en Europa (véase arco largo inglés).
Sin embargo, el tiro con arco tuvo un desarrollo importante en Asia y el mundo islámico. Los arqueros a caballo fueron una de las principales fuerzas militares del ejército de Genghis Khan. En los tiempos modernos aún se sigue practicando en algunos países asiáticos, pero no a nivel de competición internacional. Ciertos pueblos de Asia Central fueron especialmente habilidosos en el tiro con arco a caballo siendo deporte nacional en el reino de Bután, Corea del Sur y Mongolia.
La llegada de las armas de fuego dejó a los arcos desfasados en la guerra. Las primeras armas de fuego tenían muy poco alcance, velocidad y poder de penetración respecto a un buen arco, pero, en cambio, era mucho más fácil entrenar a la tropa en su uso. De esta manera, los ejércitos equipados con mosquetes ofrecían un poder de fuego mucho mayor por pura fuerza de los números y, finalmente los arqueros especializados quedaron obsoletos. Aun así, hay registro de la utilización del arco en el campo de batalla en las últimas décadas.

## Equipaje

### Tipos de arco

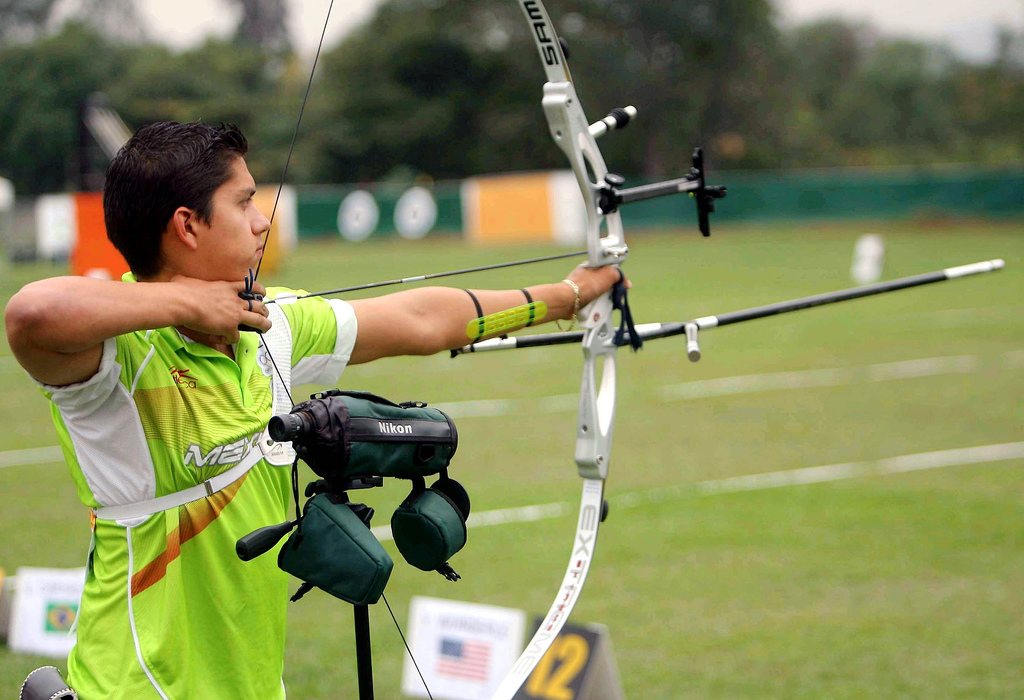
Juan Serrano, arquero olímpico mexicano.

Podríamos hacer una clasificación sencilla de los diferentes tipos de arco en:
- Arco largo;
- Arco corto;
- Arco recurvo;
- Arco compuesto;
- Arco de poleas;
- Ballesta.

Un arco largo es un tipo de arco similar o mayor a la altura del arquero, no es recurvado, y tiene unas palas relativamente delgadas que son de sección circular o en forma de "D". El arco tradicional inglés está hecho de manera cuyo grosor es al menos ⅝ de su anchura. Si su grosor es menor que ⅝ de su anchura, se le considera un flatbow (arco plano) en vez de un longbow (arco largo). Típicamente un arco largo es más ancho en la empuñadura. Los arcos largos han sido usados en la caza y en la guerra, por muchas culturas del mundo, especialmente los ingleses, durante la Edad Media.
Un arco corto o recurvado es un tipo de arco más corto, con palas recurvadas (dos curvas por pala) y más anchas. Tiene como origen Asia central, y es más manejable. Tiene mucho mayor rendimiento y precisión que el arco recto, por lo que con una menor potencia se obtienen mejores resultados. Por lo tanto no necesita tanta intensidad de entrenamiento como el arco largo. No fue utilizado con frecuencia en Europa, por lo que su uso es más desconocido.
El arco recurvo, también llamado clásico, es el único tipo de arco que se utiliza en los Juegos Olímpicos. Su funcionamiento es similar al arco tradicional. Su principal rasgo es que las palas tienen una doble curva, en forma de "S" (de ahí su nombre), lo que incrementa la fuerza del arco y suaviza el disparo. Se le permite añadir diversos aditamentos para incrementar su estabilidad y precisión, así como la colocación de visores (elementos para apuntar), y clickers (indicadores de correcta apertura).
El arco de poleas está diseñado para reducir la fuerza que el arquero debe ejercer mientras apunta, una vez tensado el arco con su espalda (escápula). La mayor potencia la alcanza aproximadamente en la mitad del recorrido de la apertura. Al llegar al final de la apertura (al descanso), debido al sistema de poleas excéntricas, la resistencia se reduce entre un 60 % y 80 %, según el modelo de polea, lo que permite mantener el tensado y apuntar durante más tiempo con mucho menor esfuerzo. Esta característica permite utilizar arcos de gran potencia, lo que los ha convertido en muy populares para la caza. Contrariamente a los otros tipos de arco, en los cuales cuanto mayor es la apertura mayor es la potencia del arco, el de poleas siempre alcanza la misma potencia máxima y, además, esta puede regularse en más o en menos en un amplio rango. Debido a que el sistema de poleas impone un tope a la apertura, esta se regula mediante distintos sistemas para poder adaptarla a la anatomía del arquero (al largo de sus brazos y ancho de hombros). Los demás arcos tienen un amplio rango de apertura, siendo la única variación que se produce el aumento o disminución de la potencia final, proporcional a la mayor o menor apertura. Algunas marcas de arcos de poleas actuales son Hoyt, PSE, Mathews, Martin Archery y Bowtech.
Una ballesta es una variación del diseño general de un arco. En vez de que las palas estén en vertical, se montan horizontalmente en el extremo anterior del cuerpo central, cuya disposición es más parecida a la de un rifle. El diseño de la pala puede también ser compuesto o recurvo pero el concepto de tiro es el mismo. La cuerda es tirada hacia atrás manualmente o con un algún dispositivo que reduzca la fuerza a aplicar hasta bloquearse. La cuerda permanece en esta posición sujeta por la nuez, mantenida solamente por medios mecánicos mientras que la energía almacenada por las palas se libera por un mecanismo de gatillo, disparando el proyectil.
El proyectil de ballesta no se denomina flecha, sino virote, y es mucho más corto y pesado. Su función principal es la de obtener un gran poder de penetración.
Si bien arco y ballesta pueden resultar parecidos a los ojos inexpertos, la técnica de tiro es diametralmente distinta, dado que, una vez cargada la ballesta, el tirador solo realiza un esfuerzo para mantenerla en posición y apretar el gatillo, mientras que el arquero debe permanecer apuntando mientras sostiene la cuerda y por lo tanto "retiene" la potencia del arco.
Debido a que un arquero requería un entrenamiento muy largo y un ballestero podía formarse rápidamente, en las guerras europeas, las ballestas desplazaron rápidamente a los arcos, máxime teniendo en cuenta que podían crearse ballestas con potencias enormes (un gran poder de penetración), aunque su precisión y candencia de tiro fueran muy inferiores a las del arco.

### Flechas
Una flecha normal consiste de un astil con una punta al final, plumas y un encoque en el otro lado. Los vástagos suelen ser de madera, fibra de vidrio, aluminio, fibra de carbono, o fibra de carbono y aluminio. Las flechas de madera son propensas a romperse y las de fibra de vidrio son quebradizas, aunque son más fáciles de producir y más homogéneas. Los vástagos de aluminio fueron una introducción novedosa y muy popular a finales del siglo XX por la gran mejora que proporcionaban: mayor velocidad y menor parábola. Las flechas de fibra de carbono se convirtieron muy populares en los años 1990 por ser muy ligeras, más rápidas y de vuelo más horizontal que las de aluminio. Las flechas de más alta gama actualmente combinan carbono y aluminio.
La punta de la flecha determina el uso que se le vaya a dar. Algunas flechas simplemente usan la punta afilada de la misma flecha, pero es más común usar puntas de flecha separadas, generalmente de metal, asta (cuerno), hueso u otro material duro, como piedras de sílex y obsidiana en el Neolítico. Las clases más usadas son las puntas para diana, de campo y de caza, aunque también hay otros tipos como de penetración, romas y judo (puntas romas con ganchos de frenado para caza menor).

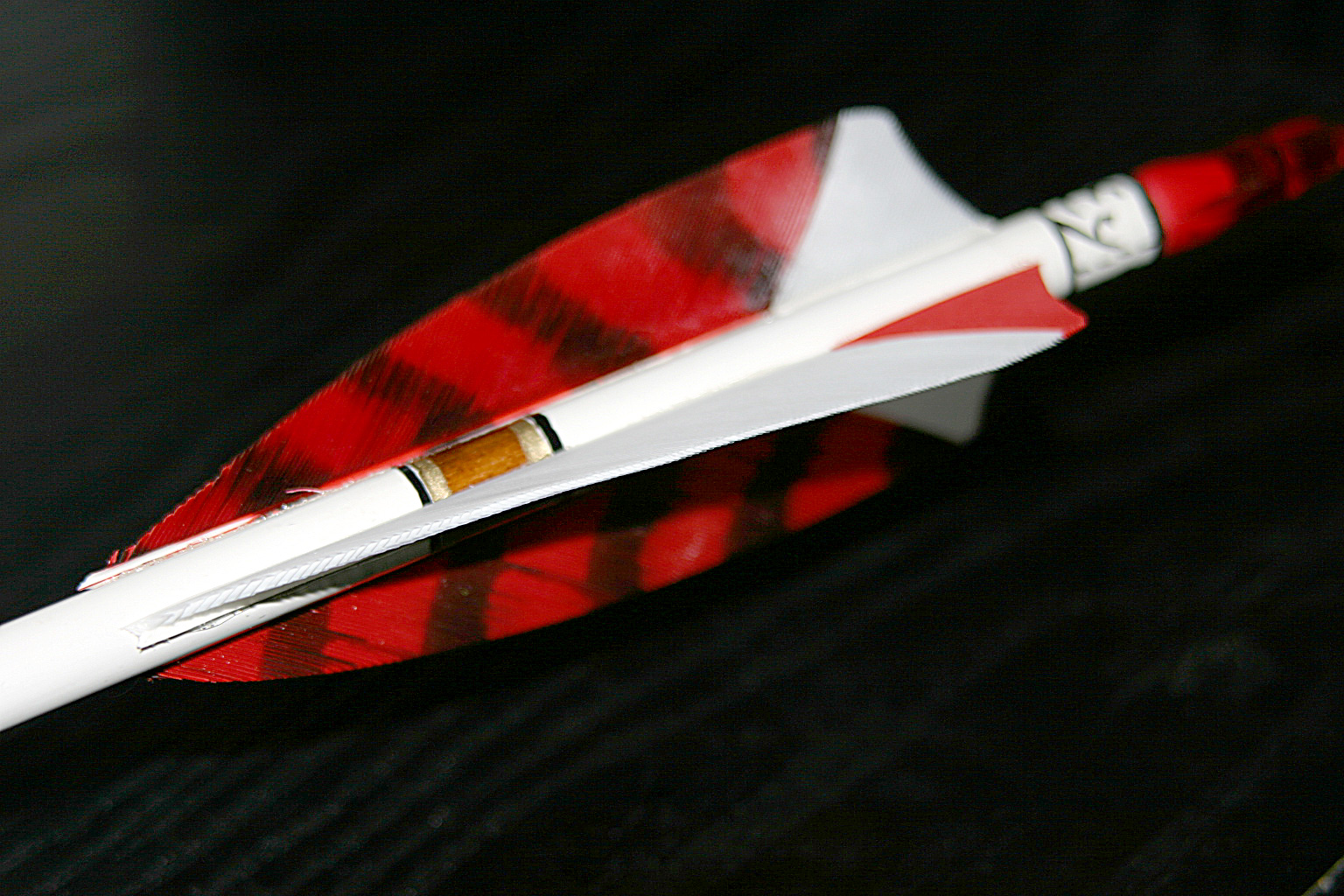
Remeras de pluma natural.

Plumas se usan las tradicionales plumas de ave, aunque también de plástico sólido llamadas vanes. Se colocan cerca del encoque, al final de la flecha, con pegamento o, tradicionalmente, nervios y tendones. El emplumado se reparte equitativamente alrededor del vástago, colocando cada pluma en su perpendicular y, respecto a la cuerda del arco, colocando una pluma hacia el exterior del arco, y las otras dos, una hacia arriba y otra hacia abajo. La exterior se llama pluma “gallo” o índice, por lo regular esta es de un color diferente a las otras dos de color igual entre ellas para evitar equivocaciones al momento de insertarla en la cuerda. Tres plumas son lo habitual, aunque se pueden utilizar más o solamente dos. A veces, las plumas se colocan en un ángulo ligero respecto del astil, lo que hace girar y estabilizar la flecha en vuelo. Las plumas sobredimensionadas acentúan la parábola del vuelo y, por tanto, limitan el alcance de la flecha. Estas flechas son llamadas flu-flu, se usan para cazar volátiles principalmente.

### Elementos adicionales
- Dactilera: protector (lengüeta) para los dedos índice, corazón y anular que son utilizados para el agarre de la cuerda.
- Protector pectoral o pechera: banda de cuero o cestilla que protege el pecho a la hora de soltar la cuerda y poder evitar rozamientos contra ella.
- Protector de brazo: trozo de material duro que evita rozaduras con la cuerda en el antebrazo.
- Carcaj: tubos de plástico unidos entre sí, que sirven para mantener las flechas al alcance del arquero.
- Estabilizadores cortos y estabilizador largo: añade peso al arco y otorga la capacidad de reducir las vibraciones y bascular tras la suelta.
- Mira: varía según sea la modalidad de precisión o de tiro instintivo, en el caso de precisión, lo poseen los arcos compuestos o de poleas y los arcos recurvado u olímpicos, pueden ser con fibra óptica y/o con lente de aumento (en el caso de los compuestos).

## Técnica y forma
El arco se sostiene con la mano opuesta a la del ojo dominante del arquero, aunque otros defienden lo contrario, es decir, agarrarlo con la mano del ojo dominante. Esta mano es conocida como “mano del arco” y su brazo como “brazo del arco”. La mano opuesta se llama “mano de la cuerda”. Otros términos como “hombro del arco” o “codo del arco” son análogos. Los arqueros que tengan como ojo dominante el derecho sostienen el arco con su mano izquierda, encarándola hacia el objetivo, viendo el blanco con el ojo derecho y cogiendo la flecha y la cuerda con la mano derecha. Dibuje siempre el arco apuntando hacia el objetivo, con o sin flechas. Evite el contacto físico con un arquero en la posición de tiro. No dispares flechas al aire. No utilice equipos dañados.
Generalmente, se lleva una protección en el brazo (bracer ‘muñequera’) para proteger la parte interior del brazo que sostiene al arco, y una lengüeta (tab) para proteger los dedos que agarran la cuerda. Algunos arqueros también usan una protección en su pecho, el peto, principalmente las mujeres. Los petos previenen que el cuerpo del arquero o su ropa obstaculicen la cuerda en el momento de la suelta, así como para proteger al arquero.
La posición correcta para disparar una flecha es la siguiente: El cuerpo debe estar perpendicular al objetivo y la línea de tiro, es decir, de lado, con los pies situados en la perpendicular vertical con cada hombro. Cuando un arquero progresa de principiante a un nivel más avanzado desarrolla una 'postura abierta'. Cada arquero tendrá sus propias preferencias, pero la mayoría suele colocar la pierna adelantada rebasando la línea de tiro unos 14 o 28 cm.
Para cargar una flecha, el arco se inclina hacia el suelo y el cuerpo de la flecha se apoya en el reposaflechas, repisa o tapete de la ventana del arco. La parte trasera de la flecha se engancha en la cuerda del arco mediante el 'culatín' (una pequeña pieza de plástico con forma de 'v' para este propósito). Esto se llama 'cargar la flecha'. Las flechas típicas con tres plumas deben orientarse de forma tal que una sola pluma apunte hacia afuera del arco. Normalmente esta pluma posee un color diferente a las otras dos, y tiene varios nombres, tales como caudal, cock-feather y pluma guía.
La cuerda se sujeta generalmente con tres dedos, bien manteniendo los tres dedos por debajo de la flecha o bien con uno por encima, dependiendo del estilo que utilice cada arquero. La cuerda se debe sujetar con la falangeta de los dedos, las yemas.
Entonces se levanta el arco y se abre, se tiende. Suele ser un movimiento fluido que varía de arquero a arquero. La mano de cuerda se desplaza hacia la cara, donde debe apoyarse ligeramente para tener un 'punto de anclaje' que, idealmente, debe ser el mismo en todos los tiros, y a menudo es la comisura del labio o la barbilla. El brazo de arco se mantiene extendido hacia la diana. El codo de este brazo se suele girar para que la parte interna del codo no esté sobre extendida, ya que esto conlleva una tendencia a que la cuerda del arco golpee la parte interior del brazo o que se encaje en la guarda al soltarla. El arco siempre debe permanecer vertical, salvo en el tipo long bow, ya que al disponer de una ventana muy pequeña, una leve inclinación evita que la flecha tenga tendencia a caer.
La postura ideal es la del arquero erguido, formando una 'T', con los músculos de la espalda del arquero usados para tirar de la cuerda hasta el punto de apoyo. Algunos arcos (el tipo de arco clásico, utilizado habitualmente para tiro olímpico) están equipados con un dispositivo mecánico (clicker) que produce un 'clic' cuando el arquero alcanza la apertura correcta, lo que indica el momento en que se debe dejar volar la flecha.
La flecha se suelta relajando los dedos de la mano de la cuerda. Deben evitarse movimientos de retroceso o gestos de ayuda a la flecha con el cuerpo, que afectan al vuelo de la flecha.

### Dactileras o guantes
La dactilera (tab en inglés), suele ser una pieza doble de cuero, y las más avanzadas están pinzadas por una pieza metálica para su agarre, cuya finalidad es la de proteger los dedos del arquero al agarrar la cuerda y evitar el roce con la misma. Ayuda a que la suelta de la cuerda se realice de forma más limpia. Se usa en el arco recurvo.
Existen dactileras con una serie de marcas en forma de regla en una parte de la pieza metálica. Estas dactileras se usan para hacer string walking (caminar por la cuerda), una técnica de tiro con arco.
El guante en tiro con arco (generalmente de cuero) sólo tiene tres dedos para protegerlos y así cumplir con la misma finalidad que la dactilera. Se suelen usar en arco tradicional.

### Disparadores
Los arqueros que usan arcos de poleas en muchos casos utilizan un elemento mecánico para realizar la suelta, denominado 'disparador'. Existen varios sistemas, pero básicamente con todos ellos se engancha la cuerda, se tensa el arco y la suelta se realiza presionando un gatillo con el dedo pulgar o el índice; activando el sistema de sujeción de la cuerda, que se libera en forma limpia, disminuyendo la inconsistencia de la suelta con dedos que suele variar de tiro a tiro, sobre todo en los arqueros menos expertos. Hay un tipo de disparadores que producen la liberación de la cuerda sin necesidad de presionar un gatillo. Con el arco tensado el arquero realiza un último movimiento que produce un leve giro en la posición de la mano que sostiene el disparador, activando de este modo el sistema de liberación de la cuerda. Esta técnica de disparo se denomina 'tensión de espalda', ya que, adecuadamente realizado el movimiento, exige la intervención de los músculos de la espalda en el último tramo de la ejecución del disparo. Un modelo de disparador más antiguo, que en el 2006 fue rediseñado, produce el disparo cuando su mecanismo es sometido a cierto grado de tensión. El arquero, una vez que llega a la posición correcta de tiro (anclaje), continúa ejerciendo tensión con la espalda moviendo mínimamente el disparador hacia atrás, lo que produce una mayor carga de fuerza sobre el disparador, por tensarse más el arco. El mecanismo se regula de modo que, al llegar a cierta carga, se produzca la liberación de la cuerda. Ambos sistemas apuntan a lograr un disparo sorpresivo y así evitar que la mente consciente perturbe la ejecución del disparo realizada en forma subconsciente. Ambos disparadores obligan a utilizar la fuerza de los músculos de la escápula, considerado algo esencial para el logro de una buena técnica de tiro.
En los disparadores que se utiliza gatillo es importante no dar un "gatillazo" al disparador. El gatillazo se suele realizar en el momento en que el arquero ve que está apuntando exactamente en el objetivo (diana o animal). Como el arco siempre tiene un leve movimiento que hace difícil mantener el elemento utilizado para apuntar sobre el blanco o el animal, un rápido movimiento del dedo sobre el gatillo le hace sentir al tirador que su disparo se realiza en el momento oportuno. Este es un tiro controlado y que, si bien puede dar cierto resultado, no permite alcanzar la excelencia del disparo subconsciente o por sorpresa. Para evitar el "gatillazo" es menester colocar el dedo sobre el gatillo y en vez de presionarlo voluntariamente, realizar un pequeño movimiento utilizando los músculos de la escápula y expandiendo ambos hombros, hacia adelante y hacia atrás respectivamente, manteniendo el dedo apoyado en el gatillo. Este movimiento produce una mayor tensión en el dedo produciéndose el disparo de un modo sorpresivo dado que no ha habido una decisión de presionar el gatillo.
Si bien al principio el dominio de esta técnica parece difícil, con la práctica puede dominarse y es la que permite alcanzar los más altos niveles de precisión en el tiro.

### Principio físico

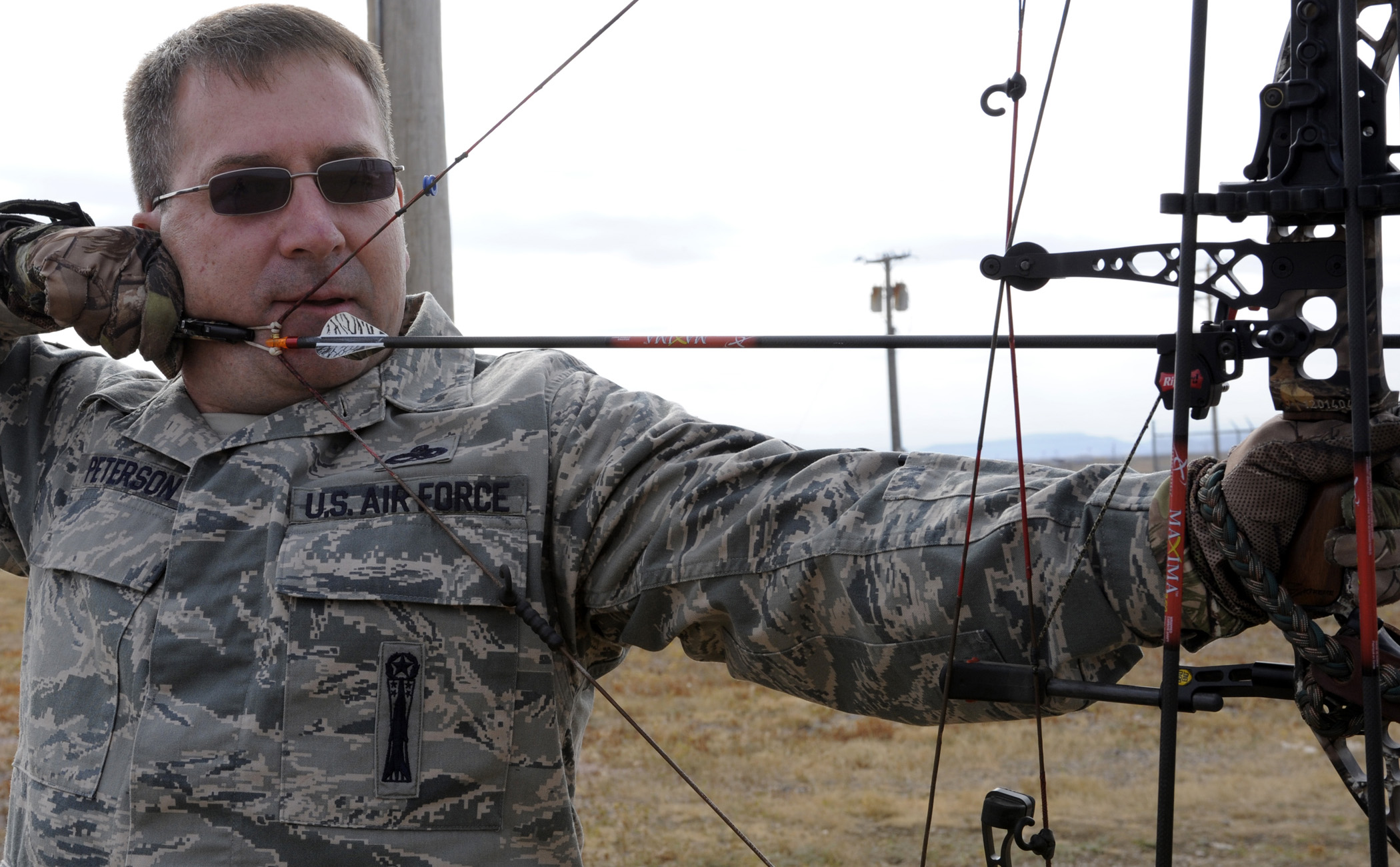
Muestra de la técnica de tiro con arco de poleas mientras apunta la flecha a un blanco.

Los arcos funcionan transmitiendo la energía potencial elástica que acumulan las palas al tensar el arco en energía cinética a la flecha. Durante este proceso, parte de la energía se disipa a través de lo que se denomina histéresis elástica, reduciendo el total cuando la flecha es disparada.
Se pierde más energía con el volumen y peso de la cuerda, ya que los materiales utilizados en la actualidad en la construcción de cuerdas permiten que, con una gran rigidez, se utilicen muy pocos hilos y el resultado sea una cuerda de gran resistencia y ligereza. Es cuando empiezan a ponerse 'frenos', 'nocks', etc.; cuando se aumenta el peso total de la cuerda, reduciendo significativamente la velocidad de la misma, es decir su rendimiento.
La energía restante parte la absorben las palas y el resto se transmite a la flecha. Las flechas están diseñadas para optimizar la concentración de la fuerza, dependiendo de sus aplicaciones.

## Usos modernos del arco

### Caza
El uso del tiro con arco para matar animales se llama 'caza con arco'. La caza con el arco difiere mucho con respecto a la realizada con armas de fuego, debido principalmente al menor alcance efectivo de los arcos. El uso del arco para cazar peces se conoce como 'pesca con arco'.
En este sentido, el uso de material moderno como arcos de poleas con visor permite aumentar la precisión, libraje, penetración y, por tanto, efectividad del arco; mientras que cazar con material de tipo tradicional supone un reto mucho mayor.
La caza con arco está regulada como con cualquier otra arma, en ocasiones con más o diferentes restricciones o limitaciones que la caza con armas de fuego. De hecho, la caza con arco está prohibida en varios países europeos como Alemania, Irlanda y el Reino Unido.

### Deporte
El tiro con arco de alta competición consiste en disparar flechas a objetivos colocados a una o varias distancias. Este es el tipo de competición más conocido en el mundo. Una forma particularmente popular en Europa y en América es el tiro con arco en campo, disparando a objetivos generalmente colocados a varias distancias en soportes de madera. También hay otros tipos menos conocidos, otros ya históricos y otros más novedosos. El tiro con arco de competición es un deporte de precisión que incluye tanto el control de la mente como del cuerpo.
Las reglas en las competiciones varían en cada organización. Las reglas de la FITA son seguidas por la mayoría de los clubes y asociaciones, pero existen otras organizaciones, no afiliadas a la FITA, con sus propias normas.

#### Tiro con arco con diana

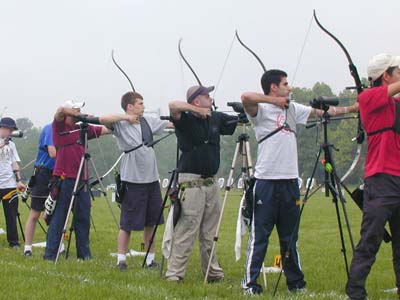
Competición con diana en exteriores.

El tiro con arco con dianas moderno de competición es, a menudo, dirigido por la Federación Internacional de Tiro con Arco, abreviado FITA (Féderation Internationale de Tir à l'Arc). Las normas olímpicas derivan de esta federación.
Los blancos en las competiciones de tiro con arco pueden estar en interiores o exteriores. Las distancias interiores son de 18 y 25 m. Las exteriores varían desde 30 hasta 90 m. La competición se divide en finales de 3 y 6 flechas. Después de cada final, los competidores van andando hasta el esterón donde está el blanco para puntuar y recoger las flechas. Los arqueros tienen un tiempo limitado para disparar sus flechas.

Diana oficial FITA para 60, 70 y 90 m.

Las dianas se marcan con 10 anillos concéntricos que se han de puntuar del 1 al 10, siendo el centro el 10. Además, en el centro hay un pequeño círculo, llamado a veces X. En exteriores, sirve para desempatar puntuando el mayor número de X. Los arqueros puntúan cada final sumando los puntos de cada flecha. Las que estén tocando una línea se puntúan con la puntuación mayor.
Las diferentes rondas y distancias usan diferentes dianas. Estas varían desde 40 cm para distancia de 18 m, en interiores; 122 cm reducido en distancias de 30 y 50 m, 122 cm en tiros de 60 y 70 m para damas, y 70 y 90 m para varones, en exteriores, según normas de la FITA, y son usadas en competiciones olímpicas.

#### Tiro de campo
El tiro con arco de campo es aquel en el que se dispara a objetivos a distancias variadas, a menudo en terreno accidentado y en ocasiones a distancias desconocidas. Las diferentes asociaciones nacionales e internacionales de tiro con arco tienen diferentes reglas sobre distancias, tipo de blanco y el hecho de conocer o no la distancia antes del tiro
Así, puede haber competiciones a distancias conocidas de antemano o desconocidas, a distancias máximas mayores o menores, con dianas de estilo de círculos concéntricos o siluetas que representen animales, etc.
El tiro con arco de campo está fuertemente relacionado con la caza con arco, al introducir elementos como el cálculo de distancias en entornos desconocidos, la fatiga de tener que caminar en terreno accidentado, etc.
La federación más importante a nivel mundial de tiro con arco de campo es la International Field Archery Association o IFAA, aunque la propia FITA y otras federaciones también tienen sus propias competiciones con reglas propias.

### Tiro 3D y 2D animal
A nivel mundial, este tipo de competición está regulado por diversas federaciones como FITA, IFAA o IBO, cada una de ellas con su propia reglamentación.

### Otras competiciones modernas
Las siguientes competiciones están listadas en la web de la FITA. Estos campeonatos no son tan populares como los comentados arriba, pero se compite a nivel internacional.

#### Tiroclout
Similar al tiro a la diana, salvo que el arquero intenta acertar en un blanco en el suelo a 180 yardas/165 m para los hombres y 140 yardas/128 m para las mujeres; hay distancias más cortas para los jóvenes dependiendo de edad. El blanco está marcado por una bandera de 12 pulgadas (30 cm) en una estaca clavada en el suelo, con la bandera tan cerca del suelo como sea práctico. Las series consisten generalmente de 36 flechas disparadas en tandas de 6 flechas cada una. Una competición consta habitualmente de un doble clout de dos series de 36 flechas, que puede dispararse en la misma dirección o en direcciones opuestas (se tira una ronda y se vuelve al punto de inicio o bien la segunda ronda se dispara desde la bandera de la primera). El tiro clout se puede practicar con cualquier tipo de arco.
La puntuación se mide con una cuerda con nudos que marcan las zonas concéntricas de puntuación según la distancia de la bandera a la que hayan quedado. Las marcas son oro (5 puntos), rojo (4), azul (3), negro (2) y blanco (1). La cuerda da una vuelta completa a la estaca y cada vez que encuentre una flecha esta se coloca en una zona marcada para cada puntaje. Una vez recogidas todas las flechas los jueces hacen un recuento de puntos en voz alta, comenzando por las flechas de menor puntuación como en el tiro a la diana.

#### Tiro con arco de vuelo
El tiro al vuelo puede realizarse donde exista espacio suficiente, tal como un aeródromo u otra gran instalación, preferentemente vallada, dado que los arqueros compiten para ver quién consigue la máxima distancia de vuelo. Existen diferentes modalidades pero generalmente implican tirar seis flechas hacia cada lado para buscarlas posteriormente. Cada arquero marca la flecha que ha llegado más lejos mientras los jueces miden la distancia disparada. Existen diversas clases según tipo de arco, potencia, etc.
La clave del tiro al vuelo es disponer de un equipo de tiro optimizado para conseguir una mayor distancia, lo que ha resultado en mejoras tecnológicas para el tiro con arco en general, la más evidente en el tiro con arco actual son las flechas de carbono.

#### Ski archery.
Es un deporte muy similar al deporte de biatlón, pero en el cual se utiliza un arco recurvado en lugar de un arma de fuego. Los atletas esquían alrededor de una pista a campo través y hay dos posturas en las cuales el atleta debe tirar: arrodillado y de pie. Durante la competición los esquís no se deben quitar en ningún momento. El atleta puede desatar el esquí cuando tire arrodillado pero guardando contacto con el esquí en todo momento. La distancia de tiro son 18 metros y los blancos de 16 cm de diámetro. En algunas competencias, por cada blanco fallado, el atleta debe realizar una vuelta de penalización. El circuito tiene 150 metros de largo.

#### 3D y Campo
Existe una modalidad muy extendida y poco conocida por el público son los recorridos de campo y 3D. Se practica en la naturaleza, consiste en un recorrido prestablecido donde se distribuyen unas piquetas que en función de la división que practique el deportista (tipo de arco) se sitúa para tirar 3 flechas en el caso de campo y 2 en el caso del 3D.
En campo se tiran 12 dianas a distancias conocidas y 12 a distancias desconocidas. Estas dianas se denominan dianas de campo, se componen de 6 anillos concéntricos negros, con líneas divisorias blancas a excepción de los dos más pequeños que son de color amarillo y con líneas divisorias negras. El tamaño de las dianas van desde los 80 a los 20 cm de diámetro.
En 3D se emplean 24 dianas volumétricas que tradicionalmente han sido representaciones de animales y actualmente se están introduciendo otro tipo de dianas de seres de fantasía o similares. En esta disciplina todas las distancias son desconocidas.

### Competiciones tradicionales
Las siguientes no están listadas en la web de la FITA pero son competiciones con una larga tradición en sus respectivos países.

#### Beursault
Una muy tradicional competición del norte de Francia y Bélgica. Los equipos disparan alternativamente a dos objetivos uno enfrente a otro, a 50 m. Una formación perpendicular de muros de madera asegura un camino paralelo a la zona de alcance. Después de cada ronda, los arquero toman su propio arco y disparan directamente al lado contrario (estando a la dirección contraria del viento). Uno dispara siempre la misma flecha, suponiendo esta como la mejor hecha, así como ocurriera en los tiempos del medievo, siendo muy difícil tener una flecha con una calidad constante. La ronda con los objetivos blanco y negro imitan la corpulencia de un soldado: su diámetro es a la anchura de la espalda y el centro al tamaño del corazón.

#### Popinjay(o papingo)
La forma deriva de disparar a las aves en las agujas de las iglesias. Popinjay es popular en Bélgica, pero poco conocido en cualquier otro lugar. Los arqueros se sitúan dentro de unos 12 pies (37 dm). A unos 27 pies (8 m) se encuentra el mástil y hay que disparar prácticamente de manera vertical con flechas desafiladas (flechas con puntas de goma en vez de una chapa) con el objetivo de dar al mayor número de 'pájaros' de madera. Este grupo de pájaros ha de estar construido por un gallo, cuatro gallinas y un mínimo de 24 pollitos. El gallo otorga 5 puntos cuando es derribado de su poste, la gallina 3 y el pollito 1.
El papingo se celebra también en el verano en Escocia por la Antigua Sociedad de los Arqueros Kilwinning. Los arqueros disparan a un pájaro de madera suspendido de la aguja de la abadía de Kilwinning. Aquí solo hay un pájaro como diana y los arqueros tienen su turno hasta que alguno con su arco derribe el pájaro de madera.

#### Blancosroving
La más antigua competición de tiro con arco, practicada por Enrique III. En este juego los arqueros deben disparar a un blanco, luego desde este a otro y así sucesivamente. El blanco consiste de un poste o bandera al que hay que apuntar. Dar a un lazo o a una cuerda es como se califican las flechas. En el blanco de Finsbury el sistema de puntuación es de 20 por dar al blanco, 12 por dentro de los 3 pies, 7 dentro de los 6 pies y 3 por los 9 pies.

#### Tiro al poste
Una prueba inglesa tradicional. Los arqueros, en turnos, tiran a un poste de madera, la 'vara', que generalmente es de 6 pies de alto por 3 pulgadas de ancho. Los puntos se dan por dar al poste. Debido a que el blanco es un palo vertical, este juego permite mayores errores de altura, aunque los puntos no se dan por flechas que hayan caído cercanas al objetivo; por lo tanto, la precisión del arquero se vuelve más importante. Esta variación del deporte de tiro con arco es practicada por un gran número de personas, sobre todo en Inglaterra.

## Otras competiciones
Los arqueros suelen disfrutar añadiendo variaciones a su deporte tirando en condiciones inusuales o imponiendo restricciones especiales o reglas en el evento. Estas competiciones son menos formales y se consideran más o menos como juegos. Algunos ejemplos son broadhead round, bionic and running bucks, dardos, archery golf, tiradas nocturnas, y turkey tester.

### Deporte adaptado
Los Juegos Paralímpicos, juegos de atletismo, tiro con arco y otros deportes para personas con diferentes discapacidades. Estos juegos comenzaron en el hospital Stoke Mandeville, en la localidad británica de Aylesbury, y formaban parte de un calendario de rehabilitación de los veteranos de la II Guerra Mundial que padecían lesiones de columna. Fue creado por el doctor Ludwig Guttman, inminente neurólogo judío refugiado de los nazis alemanes.
El deporte, en especial el deporte competitivo, fue el éxito central del proceso de rehabilitación restablecido por Guttman, para esos lesionados que habían sido diagnosticados de discapacitados permanentes. Pronto el hospital de Stoke Mandeville organizó competiciones nacionales frente a otros hospitales y clubes, el primero de los cuales coincidió con el día de la inauguración de los Juegos Olímpicos de Londres (1948). En tan solo doce años el deporte paralímpico celebra los primeros Juegos Paralímpicos en la ciudad de Roma 1960.
Cuarenta años después, Antonio Rebollo, deportista español paralímpico, lanzó la flecha que encendió la llama Olímpica y Paralímpica de Barcelona 92.
La competición de tiro con arco puede realizarse en las modalidades con silla de ruedas y de pie, tanto en categoría masculina como femenina en pruebas individual y por equipos. Los competidores tiran sobre dianas de 122 centímetros desde la distancias 30/50/60/70/90 metros. Los arqueros/as con alguna discapacidad física llegan a conseguir niveles competitivos y de precisión muy altos.
El tiro con arco paralímpico tiene las mismas reglas, distancias y procedimientos que las competiciones en los Juegos Olímpicos.
Las personas con discapacidad física compiten en tiro con arco en las modalidades de silla de ruedas y de pie, tanto en categoría masculina como femenina. Este deporte permite desarrollar la agudeza, la concentración, la fuerza y la precisión, entre otras habilidades. Muchos arqueros con discapacidad física están llegando a alcanzar niveles competitivos muy altos.
Las discapacidades funcionales existen de diferentes tipos e influyen de manera distinta en la capacidad de una persona para coger por primera vez un arco y lanzar una flecha de una forma más o menos correcta. El Comité Paralímpico Internacional (IPC) estableció unos criterios de agrupamiento para nivelar las oportunidades competitivas de cada grupo de disfunción, así se establecen distintas Disciplinas y Divisiones, semejantes al sistema de clasificación FITA, y distintas Clases, exclusivas del IPC. Sólo arqueros de la misma Disciplina, División y competir entre sí.